# Множина
Множина́ — одне з найважливіших понять сучасної математики. Поняття множини введено аксіоматично як сукупність певних об'єктів довільної природи, і тому множину не можна означити застосовуючи інші означені поняття. Навпаки, за допомогою поняття «множина» означають багато інших понять, і не лише в математиці. Об'єкти, які складають множину, називають елементами цієї множини. Наприклад, можна говорити про множину всіх книг у певній бібліотеці, множину літер українського алфавіту, про множину всіх коренів певного рівняння, множину геометричних фігур, або, навіть, множину, яка складається з інших множин.

## Історія поняття
Поняття множини виникло в математиці в кінці 19 століття. Перші принципи теорії множин були сформульовані Бернардом Больцано у його роботі Парадокси нескінченності.
З 1872 по 1897 Георг Кантор опублікував ряд робіт, в яких були систематично викладені основні розділи теорії множин. У цих роботах він не тільки ввів основні поняття теорії множин, але й збагатив математику міркуваннями нового типу, які застосовував для доведення теорем теорії множин, зокрема вперше до нескінченних множин. Тому загальновизнано, що теорію множини створив Георг Кантор. Зокрема, він визначив множину як «єдине ім'я для сукупності всіх об'єктів, що мають цю властивість», та назвав ці об'єкти елементами множини. Множину всіх об'єктів, які мають властивість {\displaystyle A(x)} (тобто твердження, істинність якого залежить від значення змінної x), він позначив {\displaystyle \{x\mid A(x)\}}, а саму властивість {\displaystyle A(x)} назвав характеристичною властивістю множини {\displaystyle X}.

### Наївна теорія множин
Основна властивість множини полягає в тому, що вона може мати елементи. Дві множини рівні, якщо вони мають однакові елементи. Тобто, множини A та B рівні, якщо кожен елемент A є елементом B, а кожен елемент B є елементом A.
Проста концепція множин виявилася надзвичайно корисною в математиці, але якщо не накласти певних обмежень на те, як можна будувати множини, виникають парадокси:
- Парадокс Расселла показує, що «множина всіх множин, які не містять самих себе», тобто {\displaystyle \{X|X} — множина і {\displaystyle X\notin X\}}, не може існувати.
- Парадокс Кантора показує, що «множина всіх множин» не може існувати.

У наївній теорії множин множина визначається як будь-яка добре визначена сукупність окремих елементів, але через нечіткість терміна добре визначений виникають проблеми.

### Аксіоматизація теорії множин
Оскільки теорія множин фактично використовується як основа для всіх сучасних математичних теорій, в 1908 році вона була аксіоматизована незалежно Бертраном Расселом і Ернстом Цермело. Надалі обидві системи переглядалися і змінювалися, але в основному зберегли свій характер. Вони відомі як теорія типів Рассела та теорія множин Цермело — Френкеля. Згодом теорію множин Кантора стала називатися наївною теорією множин, а теорію, перебудовану після Кантора, — аксіоматичною теорією множин. Аксіоматична теорія множин приймає поняття множини як неозначуване поняття.
На практиці, що склалася з середини XX століття, множина визначається як модель, що задовольняє аксіомам ZFC (аксіоми Цермело-Френкеля з аксіомою вибору). Проте за такого підходу у деяких математичних теоріях виникають сукупності об'єктів, які не є множинами. Такі сукупності називаються класами.

## Способи задання множин
Множини часто позначають через великі літери латинського алфавіту. Множину можна називати родиною або класом, якщо її елементи самі є множинами.

### Задання множини за допомогою переліку її елементів
Цей спосіб задає множину шляхом перерахування її елементів через кому у фігурних дужках. Наприклад,
{\displaystyle A=\{4,2,1,3\}},
{\displaystyle B=\{\mathrm {\color {red}red} ,\mathrm {\color {green}green} ,\mathrm {\color {blue}blue} \}}
У множині має значення те, чи належить їй певний елемент чи ні, тому впорядкування елементів у записі не має значення (на противагу, у послідовності, кортежі чи перестановці множини порядок елементів у записі має значення). Наприклад, {\displaystyle \{2,4,6\}} та {\displaystyle \{4,6,2\}} представляють ту саму множину.
Для множин з великою кількістю елементів, особливо тих, які слідують за певним шаблоном, перелік елементів можна скорочувати за допомогою трьох крапок '...'. Наприклад, множина першої тисячі натуральних чисел може бути записана за допомогою переліку її елементів як
{\displaystyle \{1,2,3,\dots ,1000\}}

#### Задання нескінченної множини за допомогою переліку її елементів
Нескінченна множина — це множина з нескінченним переліком елементів. Щоб описати нескінченну множину в цьому записі потрібно в кінці переліку або в обох кінцях поставити три крапки, щоб вказати, що перелік продовжується вічно. Наприклад, для множини цілих невід’ємних чисел буде
{\displaystyle \{0,1,2,3,\dots \}},
а для множини цілих чисел буде
{\displaystyle \{\dots ,-3,-2,-1,0,1,2,3,\dots \}}.

### Семантичний опис
Інший спосіб задати множину — це використовувати правило для визначення елементів:
Таке задання називається семантичним описом.

### Нотація побудови множини
В математичних задачах, як правило, розглядають елементи деякої цілком означеної множини A. При цьому необхідні елементи виділяють за деякою їх властивістю (або вказують породжуючу процедуру) P, такою що кожний елемент {\displaystyle x\in A} або має властивість P (записується P(x)), або не має її. За допомогою властивості P виділимо множину всіх тих елементів, які мають властивість P. Цю множину будемо позначати як {\displaystyle F=\{x\in A|P(x)\}=\{x|P(x)\}}. У цьому записі вертикальна риска «|» означає «такий, що», це описати можна як «F — це множина елементів множини A, що задовольняють умову P». Деякі автори замість вертикальної риски використовують двокрапку «:». Задання множини вказівкою її властивості (або породжуючим предикатом) слід здійснювати обережно. Наприклад, множина {\displaystyle Y=\{X|X\notin X\}} (множина всіх множин, які не містять себе як елемента) веде до парадокса Рассела і є некоректною в аксіоматичній теорії множин.

## Елемент множини
Об'єкти, з яких складається множина, називають елементами множини або точками множини. Елементи множин часто позначаються через малі літери латинського алфавіту. Якщо {\displaystyle a} — елемент множини {\displaystyle A}, то пишуть  {\displaystyle a\in A} (кажуть, що «{\displaystyle a} належить {\displaystyle A}»). Якщо {\displaystyle a} не є елементом множини {\displaystyle A}, то пишуть {\displaystyle a\notin A} (кажуть, що «{\displaystyle a} не належить {\displaystyle A}»).
Порядок запису елементів множини не впливає на саму множину, тобто {\displaystyle \{23,8\}=\{8,23\}}. Крім цього з вищесказаного випливає, що для множини не визначено кількість входжень однакових елементів, тобто запис {\displaystyle A=\{23,8,8,23,8\}}, взагалі кажучи, не має сенсу, коли {\displaystyle A} — множина. Однак коректним буде запис множини {\displaystyle B=\{23,\{8\},\{8,23\},8\}}.

## Порожня множина
Порожня множина (або пуста множина) — це унікальна множина, яка не має елементів. Вона позначається ∅ або {\displaystyle \emptyset }.

## Відношення між множинами
Якщо кожен елемент множини A також знаходиться в B, то кажуть, що A є підмножиною B або міститься в B. Це позначається через {\displaystyle A\subseteq B} або {\displaystyle B\supseteq A}. Останнє позначення можна прочитати як B містить A, B включає A, або B є надмножиною A. Відношення між множинами, встановлене ⊆, називається включенням. Дві множини називають рівними, якщо вони містять одна одну, тобто {\displaystyle A\subseteq B} та {\displaystyle B\subseteq A}, пишуть {\displaystyle A=B}.
Якщо A є підмножиною B, але A не дорівнює B, то A називається власною підмножиною B. Це можна записати через {\displaystyle A\subsetneq B}. Так само, {\displaystyle B\supsetneq A} означає, що B є власною надмножиною A, тобто B містить A та не дорівнює A.
Третя пара операторів {\displaystyle \subset } і {\displaystyle \supset } використовується різними авторами по-різному: часто використовують {\displaystyle A\subset B} і {\displaystyle B\supset A}, щоб позначити, що A є підмножиною B і не обов'язково власною підмножиною, а іноді {\displaystyle A\subset B} і {\displaystyle B\supset A} резервують для випадків, коли A є власною підмножиною B.
Приклади:
- Множина всіх людей є власною підмножиною множини всіх ссавців.
- {\displaystyle \{1,3\}\subset \{1,2,3,4\}}
- {\displaystyle \{1,2,3\}\subseteq \{1,2,3\}}

Порожня множина є підмножиною кожної множини, а кожна множина є підмножиною самої себе:
- {\displaystyle \emptyset \subseteq A}
- {\displaystyle A\subseteq A}

## Діаграми Ейлера та Венна

A підмножина B.
B надмножина A.

Діаграма Ейлера — це графічне представлення набору множин, при якому кожна множина зображується у вигляді обмеженої плоскої області з її елементами всередині. Якщо A є підмножиною B, то область, що представляє A, повністю знаходиться всередині області, що представляє B. Якщо дві множини не мають спільних елементів, то області не перекриваються.
Діаграма Венна є графічним представленням n множин, у якому n областей ділять площину на 2n зон таким чином, що для кожного способу вибору деяких з n множин (можливо всіх або жодної) існує зона для елементів, які належать до всіх вибраних множин та жодній з інших. Наприклад, якщо множинами є A, B і C, має бути зона для елементів, які знаходяться всередині A і C та поза B (навіть якщо таких елементів не існує).

## Особливі множини чисел в математиці

Натуральні числа містяться в цілих числах, які містяться в раціональних числах, які містяться в дійсних числах, які, в свою чергу, містяться в комплексних числах

Існують множини такого математичного значення, до яких математики звертаються так часто, що вони отримали спеціальні назви та умовні позначення для їх ідентифікації.
Багато з цих важливих множин представлені в математичних текстах за допомогою жирного шрифту (наприклад, {\displaystyle {\mathbf {Z}}}) або ажурного шрифту (наприклад, {\displaystyle \mathbb {Z} }). До них належать
- {\displaystyle {\mathbf {N}}} або {\displaystyle \mathbb {N} } — множина усіх натуральних чисел: {\displaystyle \mathbb {N} =\{1,2,3,...\}};
- {\displaystyle {\mathbf {Z}}} або {\displaystyle \mathbb {Z} } — множина усіх цілих чисел: {\displaystyle \mathbb {Z} =\{...,-2,-1,0,1,2,3,...\}};
- {\displaystyle {\mathbf {Q}}} або {\displaystyle \mathbb {Q} } — множина усіх раціональних чисел: {\displaystyle \mathbb {Q} =\left\{{\frac {a}{b}}\mid a,b\in \mathbb {Z} ,b\neq 0\right\}};
- {\displaystyle {\mathbf {R}}} або {\displaystyle \mathbb {R} } — множина усіх дійсних чисел;
- {\displaystyle {\mathbf {C}}} або {\displaystyle \mathbb {C} } — множина усіх комплексних чисел: {\displaystyle \mathbb {C} =\{a+bi\mid a,b\in \mathbb {R} ,i^{2}=-1\}}.

Кожна із наведених вище множин чисел має нескінченну кількість елементів і кожна є підмножиною множин, перерахованих нижче.
Множини додатних чи від’ємних чисел іноді позначаються зі знаками плюс і мінус відповідно у верхньому індексі. Наприклад, {\displaystyle \mathbb {Q} ^{+}} представляє множину додатних раціональних чисел.
Множину натуральних чисел разом з нулем позначають з 0 у нижньому індексі: {\displaystyle \mathbb {N} _{0}}.

## Потужність множини
Потужність множини S, що позначається |S|, — це кількість елементів S. Практично всі з розглянутих вище множин мають визначену кількість елементів. Наприклад, для {\displaystyle B=\{\mathrm {\color {red}red} ,\mathrm {\color {green}green} ,\mathrm {\color {blue}blue} \}} буде {\displaystyle |B|=3}. Порожня множина має нуль елементів. Існують множини, які мають нескінченну кількість елементів. Такою є множина всіх натуральних чисел {\displaystyle \mathbb {N} }.
Поняття потужності множин стає важливим в контексті встановлення відношень між множинами. Зрозуміло, наприклад, що взаємооднозначне відношення між множинами A та B можливо встановити лише коли кількість їхніх елементів збігається. Особливо важливою проблема порівняння потужності постає для множин з нескінченною кількістю елементів. Виявляється, що потужності таких множин можуть бути не рівними, і це призводить до деяких цікавих наслідків.

### Нескінченні множини та нескінченна потужність
Насправді всі спеціальні набори чисел, згадані в розділі вище, нескінченні. Нескінченні множини мають нескінченну потужність.
Деякі нескінченні потужності більші за інші. Напевно, одним із найбільш значущих результатів теорії множин є те, що множина дійсних чисел має більшу потужність, ніж множина натуральних чисел. Множини з потужністю, рівною потужності {\displaystyle \mathbb {N} }, називаються зліченними множинами. Якщо потужність множини менша або рівна потужності {\displaystyle \mathbb {N} }, то цю множину називають не більше ніж зліченною. Множини з потужністю, строго більшою за потужність {\displaystyle \mathbb {N} }, називають незліченними множинами. Множини з потужністю, рівною потужності інтервала (0,1), називаються континуальними.
Можна показати, що потужність прямої (тобто кількість точок на прямій) є такою ж, як і потужність будь-якого відрізка цієї прямої, усієї площини та, насправді, будь-якого скінченновимірного евклідового простору, тобто всі тут перелічені множини мають потужність континууму.

### Континуум-гіпотеза
Гіпотеза континууму, сформульована Георгом Кантором у 1878 році, стверджує, що не існує множини з потужністю строго між потужністю натуральних чисел та потужністю прямої. У 1963 році Пол Коен довів, що гіпотеза континууму не залежить від системи аксіом ZFC, що складається з теорії множин Цермело–Френкеля та аксіоми вибору. (ZFC є найбільш широко вивченою версією аксіоматичної теорії множин).

## Булеан
Булеаном множини S є множина всіх підмножин S. Оскільки порожня множина і сама S є підмножинами S, то вони будуть елементами булеана множини S. Наприклад, булеаном множини {\displaystyle \{1,2,3\}} буде {\displaystyle \{\emptyset ,\{1\},\{2\},\{3\},\{1,2\},\{2,3\},\{1,3\},\{1,2,3\}\}}. Булеан множини S зазвичай позначають як P(S) або 2S.
Якщо множина S має n елементів, то 2S має 2n елементів. Наприклад, множина {\displaystyle \{1,2,3\}} має три елементи, а її булеан, як показано вище, має 23 = 8 елементів.
Якщо множина S є нескінченною (незалежно від того, чи зліченною чи незліченною), то 2S незліченний. Більше того, булеан завжди строго «більший», ніж вихідна множина, у тому сенсі, що будь-яка спроба з’єднати елементи S з елементами 2S у пари залишить деякі елементи 2S без пари. (Ніколи не буває бієкції між S та 2S).

## Розбиття множини
Розбиття множини S — це множина непорожніх підмножин S, таких, що кожен елемент x з S знаходиться тільки в одній із цих підмножин. Тобто ці підмножини попарно не перетинаються (це означає, що будь-які дві множини розбиття не містять жодного спільного елемента), а об’єднання всіх підмножин розбиття дає S.

## Операції з множинами
Існує кілька основних операцій для побудови нових множин із заданих множин.

### Об'єднання множин

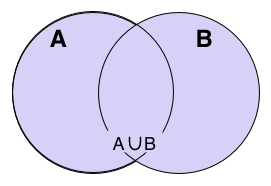
Об'єднання множин A та B
Об'єднанням множин А та B, що позначається A ∪ B, називається множина, яка складається з усіх тих елементів, які належать хоча б одній з множин A, B:
{\displaystyle A\cup B=\{x\mid x\in A} або {\displaystyle x\in B\}}.
Приклади:
- {\displaystyle \{1,2\}\cup \{2,3\}=\{1,2,3\}}
- {\displaystyle \{1,2\}\cup \{\mathrm {\color {red}red} ,\mathrm {\color {green}green} \}=\{1,2,\mathrm {\color {red}red} ,\mathrm {\color {green}green} \}}
- {\displaystyle \{1,2\}\cup \{1,2\}=\{1,2\}}

Деякі властивості операції об'єднання:
- {\displaystyle A\cup B=B\cup A} (комутативність);
- {\displaystyle A\cup (B\cup C)=(A\cup B)\cup C} (асоціативність);
- {\displaystyle A\subseteq (A\cup B)};
- {\displaystyle A\cup A=A} (ідемпотентність);
- {\displaystyle A\cup \emptyset =A};
- {\displaystyle A\subseteq B} тоді й лише тоді, коли {\displaystyle A\cup B=B}.

### Перетин множин

Перетин множин A та B

Перетином множин А та B, що позначається A ∩ B, називається множина, яка складається з усіх тих елементів, які належать кожній із множин А, B:
{\displaystyle A\cap B=\{x\mid x\in A} та {\displaystyle x\in B\}}.
Кажуть, що множини не перетинаються, якщо {\displaystyle A\cap B=\emptyset }.
Приклади:
- {\displaystyle \{1,2\}\cap \{2,3\}=\{2\}}
- {\displaystyle \{1,2\}\cap \{\mathrm {\color {red}red} ,\mathrm {\color {green}green} \}=\emptyset }
- {\displaystyle \{1,2\}\cap \{1,2\}=\{1,2\}}

Деякі властивості операції перетину:
- {\displaystyle A\cap B=B\cap A} (комутативність);
- {\displaystyle A\cap (B\cap C)=(A\cap B)\cap C} (асоціативність);
- {\displaystyle (A\cap B)\subseteq A};
- {\displaystyle A\cap A=A} (ідемпотентність);
- {\displaystyle A\cap \emptyset =\emptyset }
- {\displaystyle A\subseteq B} тоді й лише тоді, коли {\displaystyle A\cap B=A}.

### Доповнення та різниця множин

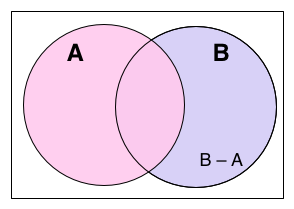
Різниця множин A та B

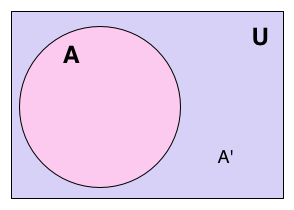
Доповнення A

Для двох множин також можна ввести операцію «віднімання». Теоретико-множинною різницею (або просто різницею) множин A та B, що позначається A \ B (або A - B), є множина таких елементів множини A, які не належать множині B:
{\displaystyle A\setminus B=\{x\mid x\in A} і {\displaystyle x\notin B\}}
За домовленістю усі обговорювані множини вважаються підмножинами заданої універсальної множини U. У таких випадках U \ A називають доповненням до A і позначають {\displaystyle {\overline {A}}}, {\displaystyle A^{\prime }} або {\displaystyle A^{c}}.
{\displaystyle {\overline {A}}=U\setminus A}
Приклади:
- {\displaystyle \{1,2\}\setminus \{1,2\}=\emptyset };
- {\displaystyle \{1,2,3,4\}\setminus \{1,3\}=\{2,4\}};
- Якщо {\displaystyle U} — множина цілих чисел, то доповнення її підмножини всіх парних чисел {\displaystyle A} є підмножина всіх непарних чисел {\displaystyle {\overline {A}}}.

Деякі властивості операцій доповнення та різниці:
- {\displaystyle A\setminus B\neq B\setminus A} при {\displaystyle A\neq B};
- {\displaystyle A\cup {\overline {A}}=U};
- {\displaystyle A\cap {\overline {A}}=\emptyset };
- {\displaystyle {\overline {\overline {A}}}=A};
- {\displaystyle \emptyset \setminus A=\emptyset };
- {\displaystyle A\setminus \emptyset =A};
- {\displaystyle A\setminus A=\emptyset };
- {\displaystyle A\setminus U=\emptyset };
- {\displaystyle A\setminus {\overline {A}}=A} та {\displaystyle {\overline {A}}\setminus A={\overline {A}}};
- {\displaystyle {\overline {U}}=\emptyset } та {\displaystyle {\overline {\emptyset }}=U};
- {\displaystyle A\setminus B=A\cap {\overline {B}}};
- якщо {\displaystyle A\subseteq B}, то {\displaystyle A\setminus B=\emptyset }.

### Симетрична різниця множин

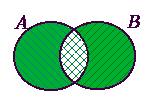
Симетрична різниця множин A та B

Симетричною різницею множин A та B, що позначається A Δ B, називається така множина елементів, які містяться в одній з цих двох множин, але не в обох:
{\displaystyle A\,\Delta \,B=(A\setminus B)\cup (B\setminus A)}
Наприклад, симетрична різниця множин {\displaystyle \{1,2,3\}} та {\displaystyle \{3,4\}} дорівнює {\displaystyle \{1,2,4\}}.
Також, справедлива наступна тотожність:
{\displaystyle A\,\Delta \,B=(A\cup B)\setminus (A\cap B)}

### Декартів добуток множин
Нову множину можна побудувати, пов'язуючи кожен елемент однієї множини з кожним елементом іншої множини. Декартовим добутком двох множин A і B, що позначається A × B, називається множина всіх впорядкованих пар (a, b), таких, що a належить A, а b належить B:
{\displaystyle A\times B=\{(a,b)\mid a\in A,\,b\in B\}}
Приклади:
- {\displaystyle \{1,2\}\times \{\mathrm {\color {red}red} ,\mathrm {\color {green}green} ,\mathrm {\color {blue}blue} \}=\{(1,\mathrm {\color {red}red} ),(1,\mathrm {\color {green}green} ),(1,\mathrm {\color {blue}blue} ),(2,\mathrm {\color {red}red} ),(2,\mathrm {\color {green}green} ),(2,\mathrm {\color {blue}blue} )\}};
- {\displaystyle \{1,2\}\times \{1,2\}=\{(1,1),(1,2),(2,1),(2,2)\}};
- {\displaystyle \{a,b,c\}\times \{d,e,f\}=\{(a,d),(a,e),(a,f),(b,d),(b,e),(b,f),(c,d),(c,e),(c,f)\}}

Деякі властивості декартового добутку:
- {\displaystyle A\times \emptyset =\emptyset };
- {\displaystyle A\times (B\cup C)=(A\times B)\cup (A\times C)};
- {\displaystyle (A\cup B)\times C=(A\times C)\cup (B\times C)}.

Нехай A та B — скінченні множини, тоді потужність їх декартового добутку дорівнює добутку їх потужностей:
{\displaystyle |A\times B|=|B\times A|=|A|\cdot |B|}

## Правила де Моргана
Аугустус де Морган встановив два закони про множини.
Нехай A та B — будь-які дві множини, тоді
доповнення до об'єднання A та B дорівнює перетину доповнення до A і доповненням до B:
{\displaystyle {\overline {A\cup B}}={\overline {A}}\cap {\overline {B}}}
доповнення до перетину A та B дорівнює об'єднанню доповнення до A і доповненням до B:
{\displaystyle {\overline {A\cap B}}={\overline {A}}\cup {\overline {B}}}

## Формула включень-виключень

Для обчислення розміру об’єднання множин використовується принцип включення-виключення: розмір об’єднання — це розмір двох множин мінус розмір їх перетину.

Принцип включення-виключення — це метод підрахунку, який можна використовувати для підрахунку кількості елементів в об’єднанні двох скінченних множин — якщо відомі потужність кожної множини та потужність їх перетину. Тоді потужність об'єднання можна виразити як
{\displaystyle |A\cup B|=|A|+|B|-|A\cap B|}.
Більш загальну форму принципу можна використовувати для знаходження потужності будь-якого скінченного об’єднання множин:
{\displaystyle {\begin{aligned}\left|A_{1}\cup A_{2}\cup A_{3}\cup \ldots \cup A_{n}\right|=&\left(\left|A_{1}\right|+\left|A_{2}\right|+\left|A_{3}\right|+\ldots \left|A_{n}\right|\right)\\&{}-\left(\left|A_{1}\cap A_{2}\right|+\left|A_{1}\cap A_{3}\right|+\ldots \left|A_{n-1}\cap A_{n}\right|\right)\\&{}+\ldots \\&{}+\left(-1\right)^{n-1}\left(\left|A_{1}\cap A_{2}\cap A_{3}\cap \ldots \cap A_{n}\right|\right).\end{aligned}}}